# Dysgonia stuposa
Dysgonia stuposa  là một loài bướm đêm thuộc họ Erebidae. Nó được tìm thấy ở Hàn Quốc, Campuchia, Trung Quốc, Ấn Độ, Indonesia (Sumatra và Timor), Nhật Bản (Honshu, Shikoku, Kyushu, quần đảo Ryukyu), Nepal, Philippines, vùng Viễn Đông Nga (vùng Primorye), Sri Lanka, Đài Loan và Việt Nam.
Sải cánh dài 45–49 mm.